# Dorothy heathcote
Dorothy Heathcote MBE (29 de agosto 1926 - 8 de outubro 2011) foi uma professora de teatro e acadêmica que criou o método "teacher in role" (professor-personagem) como método de ensino para todo o currículo escolar e, posteriormente, em outros ambientes. Ela era uma conceituada professora de teatro e dramatização didática, e entre suas muitas realizações, ela desenvolveu e definiu em meados dos anos 70 o "mantle of the expert" como método de ensino. Ela escreveu, junto a Gavin Bolton, um livro-chave que explica o seu "Mantle of the Expert", chamado Drama for Learning (1994), que ainda não tem traduções para o português. O livro mais expressivo, que explica a sua abordagem sobre Drama, foi escrito por Betty Jane Wagner chamado Drama as a Creative Teaching and Learning Medium, que também não foi traduzido para o português.
No Brasil, Roberta Luchini Boschi, mestre em Artes pela Goldsmiths, University of London, é a primeira a aplicar e divulgar o trabalho de divulgação do Mantle of Expert de Dorothy Heathcote, sendo a única a traduzir alguns textos sobre o tema.